# L-selektin
L-selektin, také známý jako CD62L nebo také SELL, je buněčná adhezní molekula nacházející se na buněčném povrchu leukocytů a je rovněž exprimována preimplantačním embryem. Patří do selektinové rodiny membránových glykoproteinů, které rozpoznávají sialylované sacharidové skupiny obsahující determinanty Sialyl LewisX (sLeX), což jsou proteiny patřící do diferenciační skupiny 15s (CD15s). L-selektin hraje důležitou roli ve vrozených i adaptivních imunitních reakcích tím, že usnadňuje adhezi leukocytů na povrch endoteliálních buněk v průběhu diapedézy. Tyto vazné interakce jsou nezbytné pro transport monocytů a neutrofilů do místa zánětu, stejně jako pro navádění lymfocytů do sekundárních lymfoidních orgánů, tzv. homing. L-selektin je také exprimován lymfoidně aktivovanými hematopoetickými kmenovými buňkami a může se podílet na migraci těchto kmenových buněk do primárních lymfoidních orgánů. Kromě své funkce v imunitní odpovědi je L-selektin exprimován na embryonálních buňkách a usnadňuje připojení blastocysty k endotelu endometria během implantace lidského embrya.
L-selektin, jakožto zástupce transmembránových glykoproteinů I. typu, můžeme strukturně rozdělit na několik oblastí. Na N-terminálním konci je lektinovou doménu závislá na vápníku (C-typ), k ní je přilehlá doména podobná epidermálnímu růstovému faktoru (EGF), následují dvě domény s krátkými konsenzuálními repeticemi (SCR), extracelulárním místem štěpení, krátkou transmembránovou částí procházející membránou a cytoplazmatický konec o délce 17 aminokyselin.

## Ligandy
Povaha interakcí mezi L-selektinem a ligandem zavisí na mnoha okolnostech především na lokaci anatomicky definovaných míst cevních stěn (perivaskulární, extravaskulární a intravaskulární).
Vzhledem k různorodosti ligandů L-selektinu poskytují signály, které se šíří za L-selektinem, informace o pozici leukocytu v rámci vícestupňové adhezní kaskády (vázání, rolování, adheze a transmigrace).
Zatímco ligandy L-selektinu na apikální straně endotelu byly dlouho charakterizovány jako receptory pro vazbu a valivý pohyb, glykany obohacené na bazolaterální straně a v bazální membráně pravděpodobně řídí zcela jiné signály. Životnost vazby L-selektinu s apikálními ligandy se bude pohybovat v řádu milisekund, tak oproti tomu adheze závislá na L-selektinu v mikroprostředí bez hydrodynamického smykového napětí (např. uvnitř transmigrujících pseudopodů) bude trvat od sekund do minut.
- GlyCAM-1, proteoglykanový ligand exprimovaný endoteliálními buňkami venul lymfatických uzlin.
- CD34, nalezený na endoteliálních buňkách tonsil.[7]
- MadCAM-1, exprimovaný endoteliálními buňkami lymfoidní tkáně asociované se střevem a mezenterickými uzlinami, MAdCAM-1 je také ligandem pro integrinový receptor pro navádění lymfocytů do Peyerových plaků.[8]
- PSGL-1 se váže s nízkou afinitou.

V biochemických pokusech bylo prokázáno, že řada proteinů může reagovat i s cytoplazmatickým koncem L-selektinu (především pomocí imunoprecipitačních technik). Cytoplazmatický konec L-selektinu je vysoce bazický a může přitahovat pozitivní vazebné látky z buněčných lyzátů. Mezi ověřené ligandy cytoplazmatického konce L-selektinu patří:
- Kalmodulin (CaM), se konstitutivně váže na L-selektin klidových buněk s předpokládá se, že jeho interakce činí extracelulární štěpné místo odolné vůči proteolytickému útoku[9]
- Proteinkináza C (PKC), k interakci s PKC a k fosforylaci serinů na ocase L-selektinu dochází během vylučování nebo po něm[10]
- Alfa-aktinin, protein zesíťující aktinová vlákna, nesvalový alfa-aktinin se specificky váže na cytoplazmatické konce molekul buněčné adheze, včetně L-selektinu[11]
- AP-1 komplex, byla prokázána vazba L-selektinu na protein komplexu AP-1 s vezikuly pokrytými klathrinem.

## Genová exprese L-selektinu

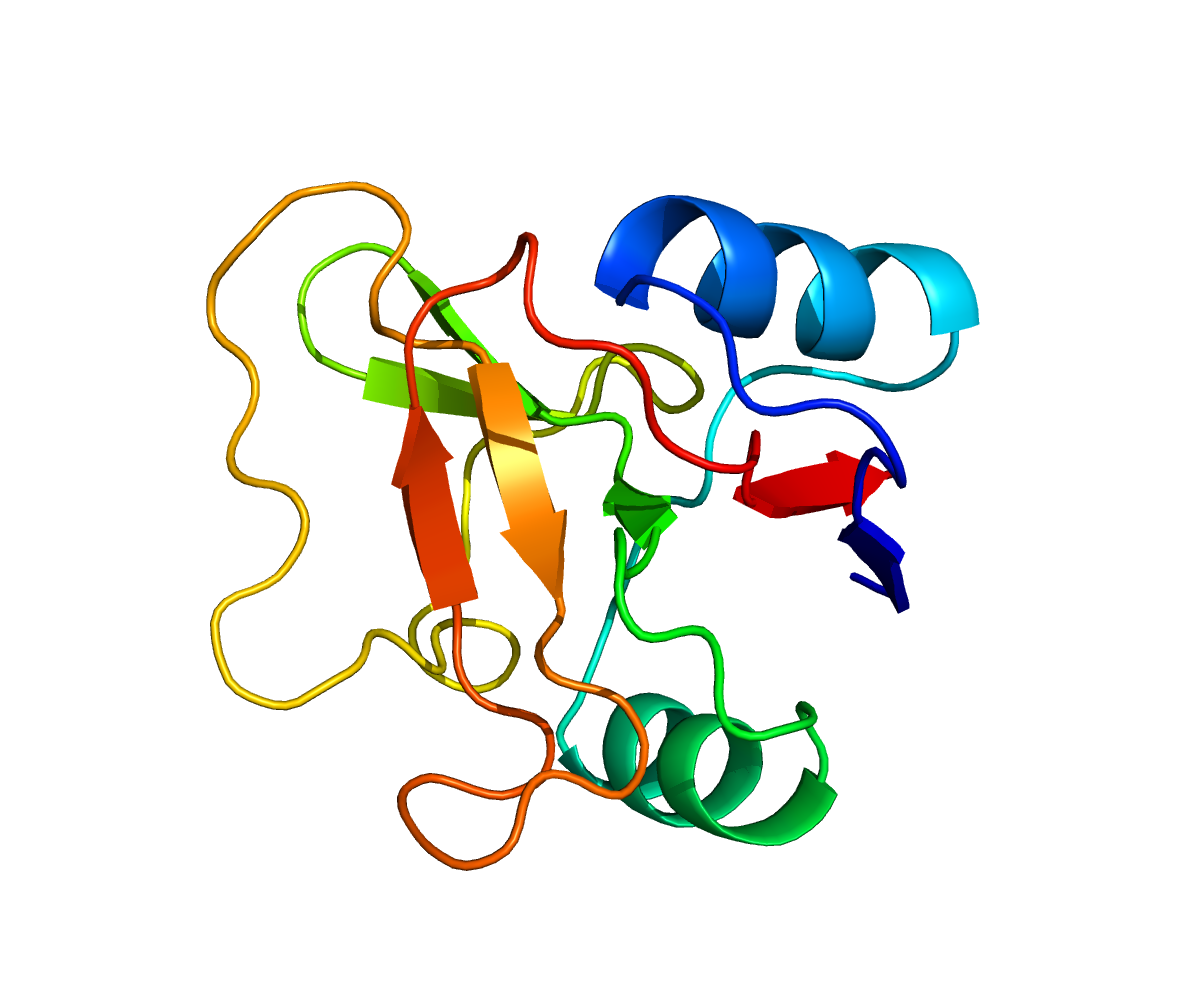
Membránový glykoprotein L-selektin (známý jako CD62 nebo též SELL), kódovaný genem sell

L-selektin je exprimován konstitutivně na povrchu většiny cirkulujících leukocytů. Postupem času jsou tyto molekuly L-selektinu uvolňovány procesem obnovování ektodomény, tzv. sheddingu a jsou nahrazeny nově syntetizovanými proteiny. Odstranění ektodomény je z velké části dosaženo prostřednictvím štěpení za pomocí enzymu metaloproteázy z proteinové rodiny ADAM17.
Lidský gen pro L-selektin (sell) se nachází na dlouhém raménku chromozomu 1 (1q24.2) a je uspořádán v tandemu s dalšími geny pro ostatní selektiny, a to v pořadí: L-, P- a E-selektin).
L-selektin se skládá z deseti exonů, které pokrývají oblast přibližně o velikosti ~21,0 kb. Transkripční faktor FOXO1, znám zejména regulací signalizace inzulínu, reguluje též transkripci lidského genu pro L-selektin. Experimenty na myším genu pro sell, probíhající za pomocí metody imunoprecipitace chromozomů, prokázali i další transkripční faktory jako jsou Mzf1, Klf2, Sp1, Ets1 a Irf1. Myší gen pro sell má na rozdíl od lidského 9 exonů.
Následný splicing exonů do zralé mRNA se překládá za vzniku proteinového produktu s předpokládanou molekulovou hmotností 30 kDa. Skutečná molekulová hmotnost L-selektinu se však u jednotlivých buněčných typů liší - pohybuje se od 65 kDa u lymfocytů až po 100 kDa u neutrofilů a je způsobena glykosylací specifickou pro daný buněčný typ. Většina glykoproteinů podléhá buď N-, nebo O-vázané glykosylaci a je velmi pravděpodobné, že typ glykosylace L-selektinu určuje specifické funkce jednotlivých buněk, ale to nebylo dosud podrobněji zkoumáno.
Exprese L-selektinu na buňkách
L-selektin je exprimován na naivních T buňkách a po jejich aktivaci je rychle vyloučen. Zralé centrální paměťové T buňky exprimují L-selektin, zatímco efektorové paměťové buňky ne. Exprese L-selektinu je reaktivována v cytotoxických T buňkách, jakmile opustí lymfatické uzliny. L-selektin tedy prokazatelně řídí cirkulaci CD8+ T buněk mezi lymfatickými uzlinami a periferními tkáněmi, přičemž exprese CD62L CD8+T buňkami podporuje jejich recirkulaci lymfatickými uzlinami. L-selektin se tak podílí na osudu adoptivně přenesených CD8+ T buněk a může řídit jejich účinnost při imunoterapii rakoviny, což v praxi lze využít při adoptivní buněčné terapii (ACT) pomocí T-lymfocytů, kdy se pacientovi podá transfuze krve s velkou popuplací T-lymfocytů.
L-selektin je také exprimován naivními B buňkami, přičemž ztráta L-selektinu rozlišuje aktivované B buňky předurčené k diferenciaci na buňky plazmatické.
L-selektin je exprimován na většině cirkulujících neutrofilů a klasických monocytů, jak již bylo zmíněno výše. Exprese L-selektinu v neutrofilech klesá se stárnutím neutrofilů a u monocytů dochází k postupné ztrátě L-selektinu během transendoteliální migrace.
Exprese L-selektinu je též pozorovatelná na oocytech a embryích v raném stádiu. Lidské endometriální epiteliální buňky v časné sekreční fázi exprimují vysoké hladiny glykolaxové vrstvy s antiadhezivním MUC1, který nese četné krátké sacharidové řetězce a někdy funguje jako ligand L-selektinu. Vzhledem k tomu, že lidské blastocysty exprimují L-selektin, může blastocysta interagovat s ligandem L-selektinu neseným na vrstvě glykokalyxu MUC1, který byl předtím downregulován a přichytit se na endometriální epitel a umožnit tak zakotvení ve stěně dělohy. Exprese L-selektinu klesá do 17. týdne těhotenství a zůstává nízká nebo skoro žádná až do porodu.

## Funkce

### Lymfocyty
L-selektin působí jako naváděcí, tzv. homing receptor pro lymfocyty, které vstupují do sekundárních lymfoidních tkání přes endoteliální venuly. Recirkulace zralých lymfocytů v sekundárních lymfoidních orgánech je nezbytná k tomu, aby se na jakýkoli antigen dostal celý repertoár antigenních receptorů organismu. Lymfocyty opouštějí krev tím, že se vážou na a migrují mezi specializovanými endoteliálními buňkami přítomnými v postkapilárních venulách většiny sekundárních lymfoidních orgánů a vzhledem k jejich morfologii endotelu, který je buického vzhledu bývají označovány jako HEV (high endothelial venules). L-selektin zprostředkovává vazbu lymfocytů k endotelu venul periferních lymfatických uzlin a hraje také roli při náboru všech tříd leukocytů do míst zánětu.
Ligandy přítomné na endoteliálních buňkách se budou vázat na lymfocyty exprimující L-selektin, zpomalí transport lymfocytů krví a usnadní vstup do sekundárního lymfoidního orgánu v tomto bodě. Receptor se běžně nachází na buněčných površích T buněk. Naivní T-lymfocyty, které se ještě nesetkali se svým specifickým antigenem, musí vstoupit do sekundárních lymfatických uzlin, aby se setkaly se svým antigenem. Centrální paměťové T-lymfocyty, které se setkaly s antigenem, exprimují L-selektin, aby se lokalizoval v sekundárních lymfoidních orgánech. Zde sídlí připraveny k proliferaci po opětovném setkání s antigenem. Efektorové paměťové T-lymfocyty neexprimují L-selektin, protože cirkulují na periferii a po setkání s antigenem mají okamžité efektorové funkce. Vysoká exprese L-selektinu na progenitorových buňkách lidské kostní dřeně je časnou známkou toho, že se buňky zavázaly k lymfoidní diferenciaci.

### Neutrofily a monocyty
Podobně jako jeho úloha při navádění lymfocytů do sekundárních lymfoidních tkání, L-selektin exprimovaný na povrchu monocytů a neutrofilů je nezbytný pro usnadnění první fáze adheze k buňkám venulového epitelu (známé jako „rolling stage“) a dále L-selektin reguluje pohyb neutrofilů do míst zánětu. Adheze k aktivovaným epiteliálním buňkám je kritickým krokem v imunitní odpovědi, protože umožňuje těmto imunitním buňkám migrovat z krevního řečiště do zanícené tkáně. Prodloužené rolování a transmigrace neutrofilů může vyvolat uvolňování L-selektinu z plazmatické membrány neutrofilů. Aktivace p38 MAPK pohání toto zbavování se L-selektinu (zejména jeho ektodomény) což působí jako sebeomezující mechanismus, kterým se L-selektin může chovat jako adhezní molekula a signální receptor, není to však striktní podmínkou pro migraci neutrofilů do zanícené tkáně. Dále bylo také zjištěno, že fragment vázaný na membránu, který zůstal po štěpení L-selektinu, hraje kritickou roli v intersticiální chemotaxi neutrofilů podél cytokinového gradientu. Neutrofily nasáté z tekutiny akutně vzniklých kožních puchýřů se ukázaly být značeny (např. CD11b pozitivní) a L-selektin negativní. Tato pozorování naznačují, že mechanismy migrace neutrofilů směrem k akutnímu nebo chronickému zánětu by se mohly lišit v expresi a obratu adhezních molekul. Zdá se totiž, že exprese chemokinových receptorů na neutrofilech a řada cytokinů a chemokinů v mikroprostředí synoviální a puchýřové tekutiny se radikálně liší.
K vylučování L-selektinu dochází také v monocytech; avšak v těchto buňkách je vylučování spouštěno pouze během transendoteliální migrace a nikoli v dřívějších fázích procesu adheze. Specifické uvolňování L-selektinu z předních migračních front transmigrujících monocytů naznačuje, že tento proces hraje roli při usnadňování směrové migrace těchto buněk.

### Embryo
L-selektin je také přítomen na povrchu trofoblastů blastocysty před implantací do děložní stěny. Podobně jako jeho funkce v lymfocytech, L-selektin působí jako receptor pro usnadnění adheze embrya k místu invaze na povrchovém epitelu děložního endometria. Lidské blastocystě vstupující do děložní dutiny brání v přilnutí k povrchovým epitelům endometria silně glykosylovaná vrstva MUC1, s výjimkou epitelů, které exprimují ligand L-selektinu. Blastocysta slabě interaguje na glykokalyxovou vrtsvu endometria a během této interakce začne lokálně vylučovat lidský choriový gonadotropin (hCG) na povrchové epitelie endometria a indukuje expresi trofininu v epiteliálních buňkách endometria a zároveň snižuje antiadhezivní faktor MUC-1. Odstranění MUC-1 obnaží oligosacharidové ligandy děložního epitelu, čímž se umožní přímý kontakt buněk trofoektodermu blastocysty s trofoninem exprimovaným v pinopodech edometriálního epitelu. Buňky trofektodermu s pinopody se pak silně spojují vazbou trofinin-trofinin.